# Otopappus curviflorus
Otopappus curviflorus là một loài thực vật có hoa trong họ Cúc. Loài này được (R.Br.) Hemsl. mô tả khoa học đầu tiên năm 1881.